# 埃斯帕尔萨克
埃斯帕尔萨克（法語：Esparsac，法語發音：[ɛspaʁsak]）是法国奥克西塔尼大区塔恩-加龙省的一个市镇，属于卡斯泰尔萨拉桑区。

## 地理
埃斯帕尔萨克（43°54'9"N, 0°56'31"E）面积17.44 平方千米，位于法国奧克西塔尼大區塔恩-加龙省，该省份为法国西南部内陆省份，北起顺时针与洛特省、阿韦龙省、塔恩省、上加龙省、热尔省和洛特-加龙省接壤。
与埃斯帕尔萨克接壤的市镇（或旧市镇、城区）包括：博蒙德洛马涅、库蒂尔、让萨克、日马特、格拉唐、拉维、莫米松、塞里尼亚克。
埃斯帕尔萨克的时区为UTC+01:00、UTC+02:00（夏令时）。

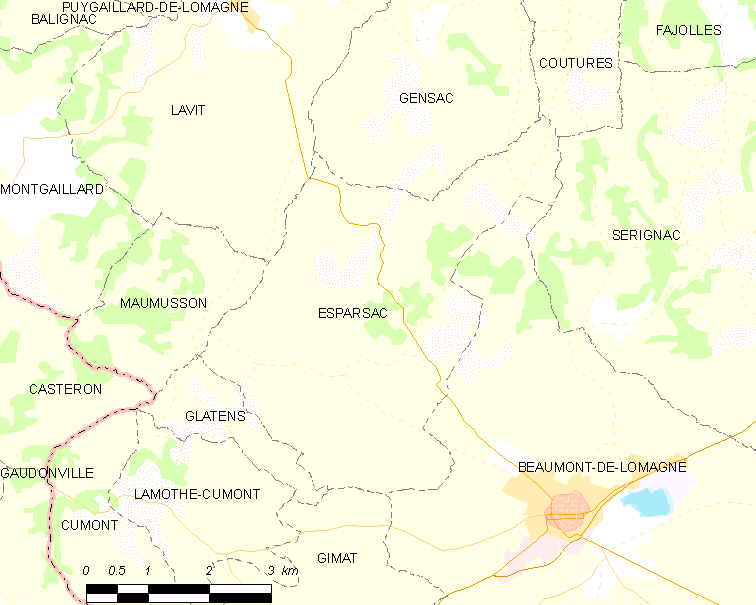
埃斯帕尔萨克的OSM定位图

## 行政
埃斯帕尔萨克的邮政编码为82500，INSEE市镇编码为82055。

## 政治
埃斯帕尔萨克所属的省级选区为博蒙德洛马涅县。

## 人口

1962-2008年间埃斯帕尔萨克人口变化图示

埃斯帕尔萨克于2022年1月1日时的人口数量为254人。